# Filmation
Filmation — американская кинематографическая и телевизионная компания, которая была основана в 1962 году и выпускала анимационные и игровые программы для телевидения с 1963 по 1989 года. Студия была оформлена в Калифорнии, учредителями и главными продюсерами были Лу Шаймер, Хол Сазерленд и Норм Прескотт.

## История студии
Официально студия Filmation образовалась в сентябре 1962 года, и получила своё название потому, что её создатели работали как над фильмами, так над анимацией, то есть название объединяло английские слова «FILM» и «AnimATION».
Норм Прескотт представил первый крупный проект Filmation, «Возвращение в страну Оз» (Journey Back to Oz) 1972 года, как продолжение фильма MGM «Волшебник страны Оз» (1939). Начиная с 1962 года, раскадровка, запись голоса и большая часть музыкального сопровождения, а также анимация были завершены, но финансовые проблемы привели к тому, что проект был приостановлен почти на восемь лет.
Тем временем, новая студия Filmation обратила свое внимание на более успешную среду, сетевое телевидение. В течение следующих нескольких лет они делали телевизионные ролики и некоторые другие проекты для различных компаний, в том числе неудачный пилотный фильм для серии мультфильмов «Маркс Бразерс» и попытались развить оригинальную серию «Приключений Стэнли Стюарта» (позже переименованную в Янка и Дудла), которую они так и не смогли продать, из-за чего едва не закрылись.
Однако с приходом из DC Comics Морта Вайзингера студия перешла на мультфильмы про Супермена. Премьера состоялась 10 сентября 1966 года, за которой последовали сериалы о других персонажах DC Comics, а затем в 1968 году — вышло «Шоу Арчи» (Archie Show). Оба проекта значительно повысили популярность Filmation в 1970-х годах.
В 1969 Filmation была приобретена корпорацией TelePrompTer. Westinghouse Electric Corporation через подразделение Group W Productions приобрела Filmation вместе с приобретением кабельных и развлекательных услуг TelePrompTer в 1981 году.
Последней полнометражной работой студии фильма стал фильм 1990 года «Белоснежка 2: И жили они счастливо» (Happily Ever After), выпущенный в прокат в 1993 году.
В 1989 году фирма Westinghouse продала Filmation инвестиционному консорциуму во главе с косметической компанией L’Oréal, Paravision International. До того, как эта продажа была завершена, Westinghouse закрыла киностудию 3 февраля 1989 года.

## Избранные работы
Работа студии Filmation шла одновременно в нескольких направлениях, но главным образом была нацелена на детскую и подростковую аудиторию. Одним из основных направлений явилось использование популярных персонажей комиксов, книг и кинофильмов. Так, например, были выпущены мультипликационные версии таких произведений, как «Звездный путь» (STAR TREK) в 1973, «Бэтмен» (Batman) в 1968, «Фантастическое путешествие» (Fantastic Voyage) в 1968, «Путешествие к центру Земли» (Journey to the Center of the Earth) в 1967, «Тарзан повелитель джунглей» (Tarzan, Lord of the Jungle) в 1976.
Вторым направлением стало сотрудничество с популярными брендами и студиями. Например, совместно с MGM Television, в 1980 году был выпущен мультсериал про Тома и Джери. А совместно с фирмой-производителем игрушек Mattel вышла одна из наиболее популярных франшиз от Filmation про Хи-Мена: Хи-Мен и властелины вселенной, Хи-Мен и Ши-Ра: Тайна Меча и Непобедимая принцесса Ши-Ра. Также компания Mattel выпустила серию коллекционных фигурок к мультсериалу Звезда отваги.
Filmation экранизировала и собственный игровые шоу, которые выходили ранее с живыми актёрами, самым ярким примером является вышедший в 1986 году сериал про охотников на привидений, который был основан на одноимённом комедийном телешоу «The Ghost Busters» 1975 года.
Из других игровых программ стоит отметить саги о покорителях космоса «Космическая Академия» (Space Academy) 1977 года и «Звездная команда Джейсона» (Jason of Star Command) 1977—1978 годов.